# Saison 1966-1967 des Celtics de Boston
La saison 1966-1967 des Celtics de Boston est la 21e saison de basket-ball de la franchise américaine de la National Basketball Association (généralement désignée par le sigle NBA).
L'équipe termine la saison régulière avec un bilan de 60-21 et finit à la seconde place de la Division Est. Lors des playoffs, l'équipe est éliminée par les 76ers de Philadelphie en cinq matchs.

## Draft
| Tour | Choix | Joueur        | Poste | Nationalité | Provenance     |
| ---- | ----- | ------------- | ----- | ----------- | -------------- |
| 1    | 8     | Jim Barnett   | G/F   | États-Unis  | Oregon         |
| 2    | 18    | Leon Clark    | F     | États-Unis  | Wyoming        |
| 4    | 38    | Johnny Austin | G     | États-Unis  | Boston College |

## Classement de la saison régulière
| Division Est          | V  | D  | PCT  | GB |
| --------------------- | -- | -- | ---- | -- |
| 76ers de Philadelphie | 68 | 13 | 84.0 | -  |
| Celtics de Boston     | 60 | 21 | 74.1 | 8  |
| Royals de Cincinnati  | 39 | 42 | 48.1 | 29 |
| Knicks de New York    | 36 | 45 | 44.4 | 32 |
| Bullets de Baltimore  | 20 | 61 | 24.7 | 48 |

## Effectif
| Effectif des Celtics de Boston 1966-1967 |
| --- |
| 6 Bill Russell • 11 Jim Barnett • 12 Ron Watts • 16 Tom Sanders • 17 John Havlicek • 18 Bailey Howell • 19 Don Nelson • 20 Larry Siegfried • 24 Sam Jones • 25 K.C. Jones • 26 Toby Kimball • 28 Wayne EmbryEntraîneur : Bill Russell |

## Campagne de playoffs

### Demi-finale de Division
(2) Celtics de Boston vs. (4) Knicks de New York: Boston remporte la série 3-1
- Game 1 @ Boston : Boston 140, New York 110
- Game 2 @ New York : Boston 115, New York 108
- Game 3 @ Boston : New York 123, Boston 112
- Game 4 @ New York : Boston 118, New York 109

### Finale de Division
(1) 76ers de Philadelphie vs. (2) Celtics de Boston: Boston s'incline sur la série 1-4
- Game 1 @ Philadelphie : Philadelphie 127, Boston 113
- Game 2 @ Boston : Philadelphie 107, Boston 102 (OT)
- Game 3 @ Philadelphie : Philadelphie 115, Boston 104
- Game 4 @ Boston : Boston 121, Philadelphia 117
- Game 5 @ Philadelphie : Philadelphie 140, Boston 116

## Statistiques

### Saison régulière
| Joueur          | Matchs | Min./m. | % Tir | % LF | Rbds/m. | Pass/m. | Pts/m. |
| --------------- | ------ | ------- | ----- | ---- | ------- | ------- | ------ |
| Jim Barnett     | 48     | 8.0     | .370  | .677 | 1.1     | 0.9     | 4.1    |
| Wayne Embry     | 72     | 10.1    | .409  | .569 | 4.1     | 0.6     | 5.2    |
| John Havlicek   | 81     | 32.1    | .444  | .828 | 6.6     | 3.4     | 21.4   |
| Bailey Howell   | 81     | 30.9    | .512  | .741 | 8.4     | 1.3     | 20.0   |
| K.C. Jones      | 78     | 31.4    | .397  | .630 | 3.1     | 5.0     | 6.2    |
| Sam Jones       | 72     | 32.3    | .454  | .857 | 4.7     | 3.0     | 22.1   |
| Toby Kimball    | 38     | 5.8     | .361  | .675 | 3.8     | 0.3     | 2.6    |
| Don Nelson      | 79     | 15.2    | .446  | .742 | 3.7     | 0.8     | 7.5    |
| Bill Russell    | 81     | 40.7    | .454  | .610 | 21.0    | 5.8     | 13.3   |
| Tom Sanders     | 81     | 23.8    | .428  | .817 | 5.4     | 1.1     | 10.2   |
| Larry Siegfried | 73     | 25.9    | .442  | .847 | 3.1     | 3.4     | 14.1   |
| Ron Watts       | 27     | 3.3     | .250  | .696 | 1.4     | 0.0     | 1.4    |

### Playoffs
| Joueur          | Matchs | Min./m. | % Tir | % LF  | Rbds/m. | Pass/m. | Pts/m. |
| --------------- | ------ | ------- | ----- | ----- | ------- | ------- | ------ |
| Jim Barnett     | 5      | 5.2     | .286  | 1.000 | 0.8     | 0.2     | 2.8    |
| Wayne Embry     | 5      | 7.6     | .387  | .500  | 2.6     | 0.6     | 5.2    |
| John Havlicek   | 9      | 36.7    | .448  | .803  | 8.1     | 3.1     | 27.4   |
| Bailey Howell   | 9      | 26.8    | .484  | .667  | 7.3     | 0.6     | 15.3   |
| K.C. Jones      | 9      | 28.2    | .320  | .611  | 2.7     | 5.3     | 6.6    |
| Sam Jones       | 9      | 36.2    | .459  | .862  | 5.1     | 3.1     | 26.7   |
| Toby Kimball    | 1      | 4.0     | .000  |       | 3.0     | 0.0     | 0.0    |
| Don Nelson      | 9      | 15.8    | .458  | .588  | 4.7     | 1.0     | 7.1    |
| Bill Russell    | 9      | 43.3    | .360  | .635  | 22.0    | 5.6     | 10.6   |
| Tom Sanders     | 9      | 16.0    | .344  | .400  | 4.8     | 0.6     | 4.9    |
| Larry Siegfried | 9      | 28.9    | .373  | .814  | 4.4     | 4.9     | 12.3   |
| Ron Watts       | 1      | 5.0     | .167  | .500  | 2.0     | 0.0     | 3.0    |

## Récompenses
- Bill Russell, All-NBA Second Team
- Sam Jones, All-NBA Second Team